# آب‌انبار (کتاب)
آب‌انبار از آثار داستانی هوشنگ مرادی کرمانی است که در سال ۱۳۹۲ چاپ و منتشر شد و در سال ۱۳۹۷ به چاپ هفتم رسیده‌است.
این داستان دربارهٔ شاگردان مکتب‌خانه شهری است که آب‌انبار دارد و توسط انتشارات «معین» منتشر شده‌است.